# Enialio
Enialio è una divinità maschile della mitologia greca, correlata alla guerra.
Il termine Enialio, rinvenuto già nelle fonti micenee, già nell'Iliade è utilizzato come epiteto di Ares, e nella letteratura classica le due divinità si trovano per lo più confuse.
In centri come Gortina, Tirinto e Salamina è attestato un culto autonomo ad Enialio.
La sua figura era associata a quella di Enio.
Inteso come divinità distinta, fu indicato come figlio di Ares e di Enio, o di Crono e Rea.
Nel pantheon romano Enialio fu identificato con Quirino.